# DSA-202
La DSA-202 es una carretera perteneciente a la Red Secundaria de la Diputación Provincial de Salamanca que une las carreteras  N-630  y  DSA-106 , con la localidad de Miranda de Azán.

## Origen y Destino
La carretera  DSA-202  tiene su origen en Arapiles en la intersección con las carretera  N-630  y  DSA-106 , y termina en el casco urbano de Miranda de Azán, formando parte de la Red de carreteras de Salamanca.